# Gå på vatten (film)
Gå på vatten är en dansk-finländsk-norsk-svensk dokumentärfilm från 2000 i regi av Lasse Westman och Fredrik Gertten.
Filmen skildrar byggandet av Öresundsbron från fem personers perspektiv: kranmaskinisten Stig, betongarbetaren Vagge, kaféföreståndaren Janne, projektledaren Sven och bromotståndaren Jill. Den premiärvisades 26 maj 2000 på biograferna Victoria i Malmö och Grand i Stockholm. Den har visats flera gånger av Sveriges Television.